# Matija Katanec
Matija Katanec (Varasd, 1990. május 4. –) horvát labdarúgó, a Studențesc Iași játékosa.

## Pályafutása
Katanec Varasdon született és pályafutását is itt kezdte, az NK Varaždin csapatában. 2008 júliusában szerződését felbontották. A Croatia Sesvete színeiben bemutatkozott a horvát élvonalban, majd 2010 telén légiósnak állt és a szlovén Gorica játékosa lett. 2010. november 1-jén kölcsönben újra a Varasdin játékosa lett.
2011. február 3-án a Katanec csatlakozott az osztrák amatőr ligában szereplő Baumgartenhez,  ezt követően pedig játszott a drávamenti NK Podravina és a derventai Gradinában, miközben rövid ideig újra játszott Varasdon is. 2014 nyarán csatlakozott a Zrinjski Mostarhoz, akikkel szerepelt a Bajnokok Ligája selejtezőjében is, a szlovén Maribor elleni párharc mindkét találkozóján pályára lépett.
A boszniai csapatban összesen 69 tétmérkőzést játszott, 2015. január 20-án pedig aláírt az olasz Spezia Calcio csapatához, amelynek színeiben nem kapott lehetőséget tétmérkőzésen. 2015 szeptemberében a horvát másodosztályú Goricához írt alá a szezon végéig. 2015. december 29-én Katanec visszatért a Zrinjskihez, amelyhez 2018. július 1-ig írt alá.  2018. január 17-én a magyar élvonalban szereplő Mezőkövesd szerződtette. Alapembere lett a csapatnak, amelynek színeiben két év alatt 50 élvonalbeli találkozón szerepelt. 2020 februárjában a szezon hátralevő részére a Zalaegerszegi TE csapatához került kölcsönbe.